# Myinodes interpunctaria
Myinodes interpunctaria är en fjärilsart som beskrevs av Herrich-Schäffer 1839. Myinodes interpunctaria ingår i släktet Myinodes och familjen mätare. Inga underarter finns listade i Catalogue of Life.